# Juan de Mella
No se debe confundir con sus sobrinos del mismo nombre.
Juan de Mella (Zamora, 1397 - Roma, 13 de octubre de 1467) fue un eclesiástico español, obispo de Zamora y de Sigüenza y cardenal.
Fue hijo de Alonso Fernández Mella y de Catalina Alfonso; de sus hermanos, Fernando llegó a ser obispo de Palestrina, Luis fue regidor y Alfonso fraile. 
Colegial de San Bartolomé y doctorado en cánones en la universidad de Salamanca, donde también fue catedrático de derecho, fue auditor de la Rota en Roma y arcediano de Madrid en la diócesis de Toledo.
En 1423, junto con Alonso Paladínez y Juan Rodríguez de Toro, viajó a Roma para reclamar ante la corte del papa Martín V la devolución de la archidiócesis de Sevilla a Diego de Anaya Maldonado, de la que había sido suspendido tres años antes, sospechoso de entenderse con el antipapa Benedicto XIII de Aviñón. 
Mella permaneció en Roma sirviendo a Eugenio IV, por aquel entonces enemistado con los Colonna; en 1434 fue elegido obispo de León en sustitución de Alonso de Cusanza, que iba a ser promovido a Osma, pero éste renunció al traslado y la toma de posesión de Mella no se hizo efectiva. Por esas mismas fechas su hermano Alfonso fue procesado por encabezar un grupo considerado herético en Durango.
En 1440 fue nombrado obispo de Zamora, aunque no residió en la sede, sino en Roma. En 1456 Calixto III le creó cardenal de Santa Priscila, en cuya condición participó en el cónclave de 1458 en el que fue elegido Pío II y en el de 1464 en el que salió papa Paulo II.
En marzo de 1465, residiendo todavía en Roma, fue trasladado a Jaén, pero a finales de este mismo año vacó el obispado de Sigüenza por muerte de Fernando de Luján, y aunque el rey Enrique IV de Castilla intervino ante el papa para que se le diese al obispo de Calahorra Pedro González de Mendoza, Paulo II la concedió a Juan de Mella. Para entonces el cabildo seguntino había elegido obispo al deán Diego López de Madrid, que desobedeciendo al papa se negó a ceder la sede, manteniéndola hasta que en 1467 fue desalojado por la fuerza.
Para entonces Juan de Mella había ya muerto en Roma. Fue sepultado en la iglesia de Santiago de los españoles. 
Dejó escritas algunas obras, que se conservan manuscritas en Roma.
| Predecesor: Alonso de Cusanza  | Obispo de León 1437 – 1440             | Sucesor: Juan de Pontibus           |
| Predecesor: Pedro              | Obispo de Zamora 1440 – 1465           | Sucesor: Rodrigo Sánchez de Arévalo |
| Predecesor: Fernando de Luján  | Obispo de Sigüenza 1465 – 1467         | Sucesor: Pedro González de Mendoza  |
| Predecesor: Zbigniew Olesnicki | Cardenal de Santa Priscila 1456 – 1467 | Sucesor: Juan de Castro             |